# اکتینیدین
اکتینیدین (به انگلیسی: Actinidine) با فرمول شیمیایی C۱۰H۱۳N یک ترکیب شیمیایی است. که جرم مولی آن ۱۴۷٫۲۱۹ g/mol می‌باشد. 